# Jodo (reka)
Reka Jodo (淀川, Jodo-gava), imenovana tudi reka Seta (瀬田川 Seta-gava) in reka Udži (宇治川 Udži-gava) na delih svoje poti, je glavna reka v prefekturi Osaka na otoku Honšu na Japonskem. Izvir reke je jezero Biva v prefekturi Šhiga na severu.
Reka Jodo, običajno imenovana reka Seta v prefekturi Šiga, se začne pri južnem izlivu jezera v Ōcuju. Tam je jez za uravnavanje gladine jezera. Nizvodno se Seta izliva v prefekturo Kjoto in njeno ime se spremeni v reko Udži. Nato se združi z dvema drugima rekama, reko Kacura in reko Kizu v prefekturi Kjoto. Kacura ima izvir v gorah prefekture Kjoto, Kizu pa izvira iz prefekturi Mie. Od sotočja treh rek se reka imenuje reka Jodo, ki teče proti jugu, skozi Osako in naprej v Osaški zaliv. V Osaki so del reke preusmerili v umetno strugo; stari tok v središču Osake se imenuje reka Kjū-Jodo (dobesedno »nekdanja reka Jodo«). Služi kot vir vode za namakanje in poganja hidroelektrične generatorje.

## Zgodovina
Izbira starodavne prestolnice Heian-kjo (danes Kjoto) v obdobju Heian je bila delno izbrana zaradi prisotnosti reke Jodo, ki teče proti Osaki in njenega izliva v Notranje morje Seto.
Reka je imela zelo pomembno vlogo pri gibanju in prevozu blaga med Osako in Kjotom, vse do prihoda prvih vlakov v 1870-ih. Ocenjuje se, da je bilo leta 1858 dnevno 50 čolnov vseh vrst, ki so prepeljali približno 1500 ljudi iz Osake v Fušimi. V 19. stoletju je potovanje s parnikom med Osako in Fušimijem lahko trajalo 12 ur.
Obstaja starinski Ukijo-e, ki prikazuje zgodovino reke Jodo (reka Udži). Reka Udži ima vidno mesto v tako imenovanih »poglavjih Udži« Princ in dvorne gospe (v izvirniku 源氏物語, Gendži monogatari; dobesedno Pripoved o Gendžiju), romana, ki ga je v začetku 11. stoletja napisala japonska plemkinja Murasaki Šikibu.
Danes je reka Udži ali reka Jodo v prefekturi Kjoto priljubljena točka za ribolov v poletnih in jesenskih mesecih.
- Zemljevid Jodo-gava med Osako in Fušimijem (1847) (sever je na levi, Osaka pa v spodnjem desnem kotu)..
- Kadživara Kagesue, Sasaki Takacuna in Hatakejama Šigetada dirkajo pri prečkanju reke Udži pred bitko pri reki Udži (1184), avtor Utagava Kunijoši.
- Kamniti most čez reko Udži na gori Tenpo v Osaki, 19. stoletje, Jašima Gakutei.

## Promet
Obstaja več kot 50 mostov, ki prečkajo reko Jodo. Sem spadajotako cestni kot železniški mostovi.

## Pomen
Leta 794 je bilo glavno mesto Japonske prestavljeno iz Nagaoke v Heian-kjo (danes Kjoto). Poleg drugih topografskih, geopolitičnih in podnebnih razlogov je ugodna lega na reki Jodo privedla do te izbire in do načrtovane, šahovnici podobne širitve tega mesta. V obdobju Tokugava (1603-1867) je bila Jodo-gava velikega pomena kot glavna pot med središčema moči Kjoto in Osako. Danes reko uporabljajo jezovi in hidroelektrarne za pridobivanje energije. Trenutno se okrožje Osake imenuje po reki Jodogava-ku.